# Bacino del Mediterraneo
Il bacino del Mediterraneo o regione Mediterranea è un'area geografica riferita alle civiltà che si sono succedute sulle sponde del Mar Mediterraneo, e degli Stati che attualmente si affacciano su di esso; nella biogeografia ci si riferisce invece ai Paesi che possiedono un clima mediterraneo, e quindi con ecosistemi adatti a questo clima.

## Geografia
Il bacino del Mediterraneo è compreso fra le terre emerse di tre continenti (Europa, Asia ed Africa), ha forma allungata in direzione est-ovest e si estende dall'Europa alla parte occidentale dell'Asia, comprendendo la penisola dell'Anatolia, con l'eccezione della parte centrale con clima differente.
L'Europa costituisce il bordo settentrionale del bacino, con tre penisole: l'iberica, l'italiana e la balcanica che si protendono nel bacino mediterraneo e posseggono clima corrispondente. Queste tre penisole sono separate dall'Europa centrale da sistemi montuosi come i Pirenei, che dividono la Spagna dalla Francia, le Alpi, che separano l'Italia dall'Europa centrale, e i Monti Balcani, che separano la penisola balcanica dal clima continentale formatisi nel corso dell'orogenesi alpina.
Il bacino è delimitato meridionalmente dalle coste settentrionali africane, tra queste la regione del Maghreb che è separata dal deserto del Sahara dalla catena montuosa dell'Atlante.